# Jérémy Bertin
Pour les articles homonymes, voir Bertin.
 (septembre 2022).
Si vous disposez d'ouvrages ou d'articles de référence ou si vous connaissez des sites web de qualité traitant du thème abordé ici, merci de compléter l'article en donnant les références utiles à sa vérifiabilité et en les liant à la section « Notes et références ».
Pas d'image ? Cliquez ici

a Compétitions nationales et continentales officielles uniquement.

Dernière mise à jour le 3 septembre 2011.
Jérémy Bertin, né le 4 octobre 1982 à Draguignan, est un joueur français de rugby à XV, qui joue au poste de demi de mêlée.

## Carrière
- 2001-2001 : Racing club Narbonne (Reichel)
- 2001-2004 : Castres olympique (Champion de France Reichel, puis Top 16)
- 2004-2005 : Union sportive dacquoise (Pro D2)
- 2005-2007 : Union Bordeaux Bègles (Pro D2)
- 2007-2010 : Colomiers rugby (Champion de France de rugby à XV de 1re division fédérale 1) puis (Pro D2)
- 2010-2012 : Club athlétique Périgueux Dordogne (Fédérale 1) puis (Pro D2)
- 2012-2013 : Union sportive Bergerac (fédéral 3) Champion de France de 3e division fédérale

Jérémy Bertin a aussi été sélectionné avec l'équipe de France à sept en 2003-2004 (Dubai, George, Los Angeles, Wellington, Bordeaux et Londres)

## Palmarès
- Championnat de France de 1re division fédérale :
  - Champion : 2008 avec l'US Colomiers.